# Нововолодимирівська сільська рада (Березнегуватський район)
Нововолоди́мирівська сільська́ ра́да — колишній орган місцевого самоврядування в Березнегуватському районі Миколаївської області. Адміністративний центр — село Нововолодимирівка.

## Загальні відомості
- Населення ради: 828 осіб (станом на 2001 рік)

## Населені пункти
Сільській раді підпорядковані населені пункти:
- с. Нововолодимирівка
- с. Новосергіївка

## Склад ради
Рада складається з 14 депутатів та голови.
- Голова ради: Цацурін Василь Васильович
- Секретар ради: Юрченко Світлана Степанівна

### Керівний склад попередніх скликань
| Прізвище, ім'я, по батькові | Основні відомості                                                             | Дата обрання | Дата звільнення |
| --------------------------- | ----------------------------------------------------------------------------- | ------------ | --------------- |
| Строгонов Микола Михайлович | Сільський голова, 1949 року народження, член Соціалістичної партії України    | 26.03.2006   | 31.10.2010      |
| Цацурін Василь Васильович   | Сільський голова, 1963 року народження, освіта середня загальна, безпартійний | 31.10.2010   |                 |

Примітка: таблиця складена за даними сайту Верховної Ради України